# Trần Hiếu công
Trần Hiếu công (chữ Hán: 陳孝公; trị vì: 938 TCN- 905 TCN), tên thật là Quy Đột (媯突), là vị vua thứ tư của nước Trần – chư hầu nhà Chu trong lịch sử Trung Quốc.
Trần Hiếu công là con của Trần Tương công – vua thứ 3 nước Trần. Năm 939 TCN, Tương công mất, Quy Đột lên nối ngôi, tức là Trần Hiếu công.
Sử sách không ghi chép sự kiện xảy ra liên quan tới nước Trần trong thời gian ông làm vua.
Năm 905 TCN, Trần Hiếu công qua đời. Ông ở ngôi được 34 năm. Con ông là Quy Ngữ Nhung lên nối ngôi, tức là Trần Thận công.